# Gallowayský skot
Gallowayský skot je extenzivní masné plemeno skotu pocházející ze Skotska. Je to velice staré plemeno, první zmínky o něm pocházejí z doby římské vlády na Britských ostrovech. Vyniká odolností, tvrdostí, nenáročností a dobře zachovanými přirozenými instinkty, které ho předurčují k celoročnímu chovu na pastvinách v podhorských a horských oblastech.

## Původ plemene a jeho šíření
Gallowayský skot je nejstarším plemenem ve Spojeném království. Vzniklo v oblasti Galloway ve Skotsku. Původní zbarvení bylo černé, v průběhu staletí se objevily i další barevné varianty plemene, ovšem přikřížení jiných plemen pro získání těchto barev je neprokazatelné. Většina záznamů totiž shořela při požáru v muzeu Highland and Agricultural Society v Edinburghu v roce 1851. První plemenná kniha byla vydána v roce 1881.
Gallowayský skot byl poprvé dovezen do Kanady v roce 1853 a zaregistrován v roce 1872.[zdroj⁠?!] V roce 1882 byl poprvé zaregistrován v Spojených státech.[zdroj⁠?!] Dále se plemeno šířilo do Austrálie, Jihoafrické republiky či na Nový Zéland, které v té době byly britskými koloniemi. V kontinentální Evropě nastalo šíření gallowayů až po první světové válce a výraznější rozvoj nastal až v 50.-60. letech 20. století. V současnosti v pevninské Evropě nejvíce chová v Německu.
V České republice se toto plemeno chová od roku 1991, kdy došlo k importům z Německa a z Rakouska.

## Charakteristika
Gallowayský skot je středního až malého tělesného rámce. Srst je dlouhá, vlnitá, s dobře vyvinutou podsadou. Kostra zvířat je jemná, hrudník i trup je hluboký, u krav je vyvinutý lalok. Hlava je krátká a široká, se středně dlouhýma ušima na kterých dlouhá srst tvoří třásně. Plemeno je geneticky bezrohé. Končetiny jsou krátké a suché. Nejčastěji je galloway černý, ale existují i další barevné rázy, přičemž sedlatá zvířata se v zahraničí vedou jako samostatné plemeno, belted galloway.
Je ideální k extenzivnímu chovu na kopcovitých pastvinách. Je nenáročný na ustájení, úspěšně se chová celoročně pod širým nebem, samozřejmě při zajištění minerálních lizů, zdroje vody a úkrytu před sluncem či větrem. Zvířata jsou přátelská, klidného temperamentu. Díky svým velkým a plochým paznehtům se mohou pást i v mokřadech. Novorozená telata mají nízkou porodní váhu, takže porody jsou snadné a mateřské vlastnosti jsou plně zachované, stejně jako stádový pud zvířat. Poprvé se telí mezi 28-36 měsíci věku, plemenice jsou dlouhověké. Maso gallowayského skotu je jemné a mramorované.

## Fotogalerie

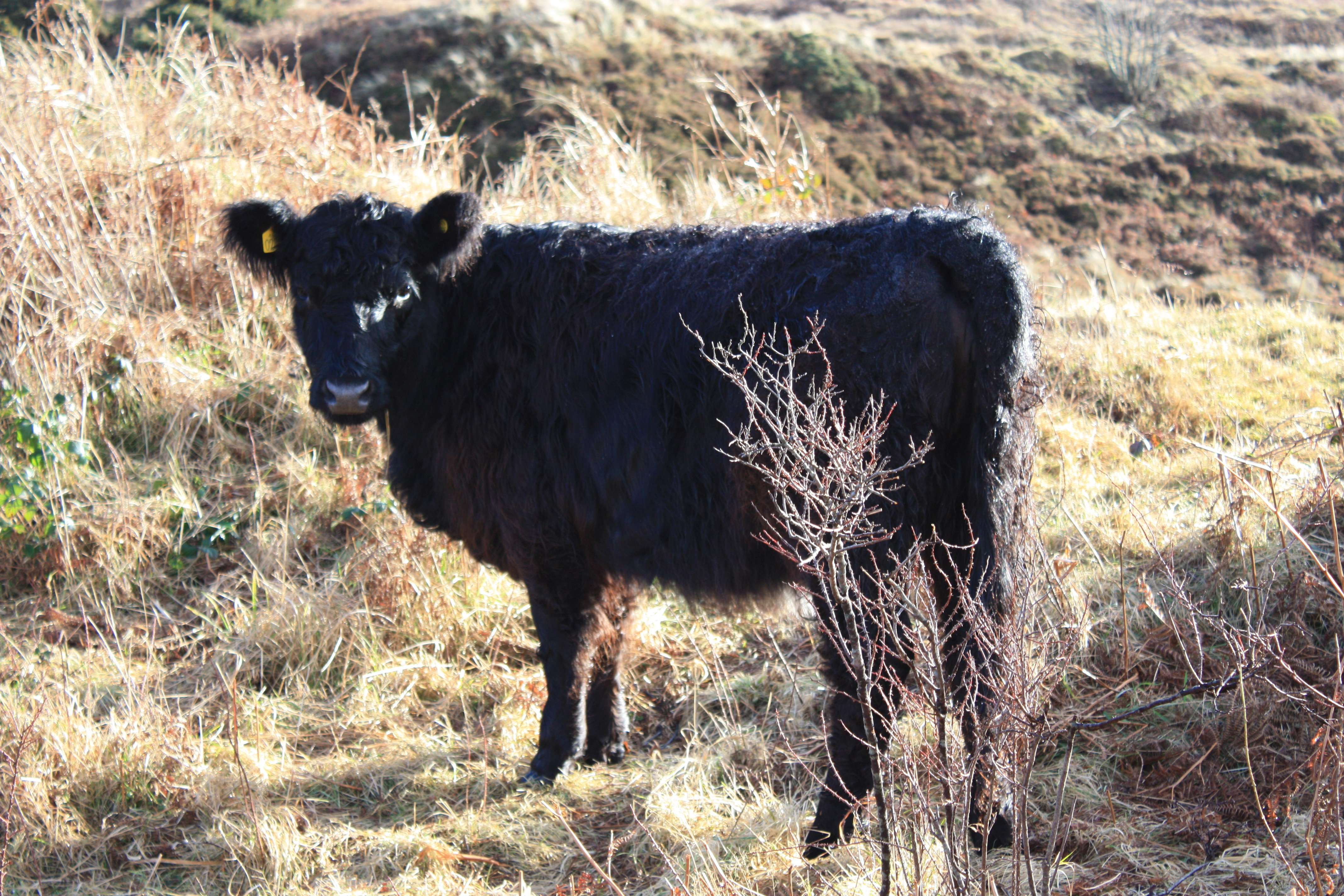
Černý galloway
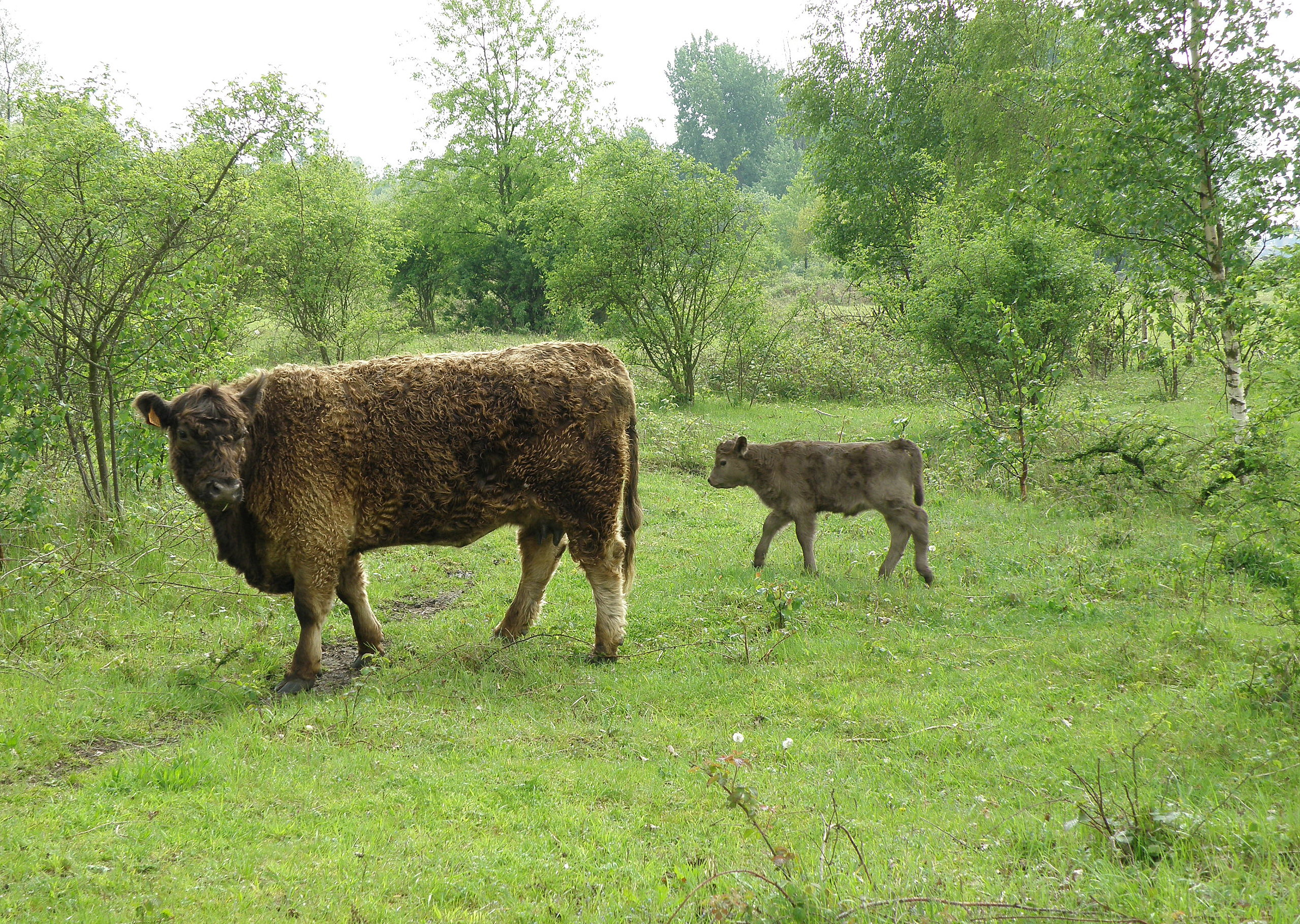
Žlutohnědý (dun) galloway: kráva s teletem
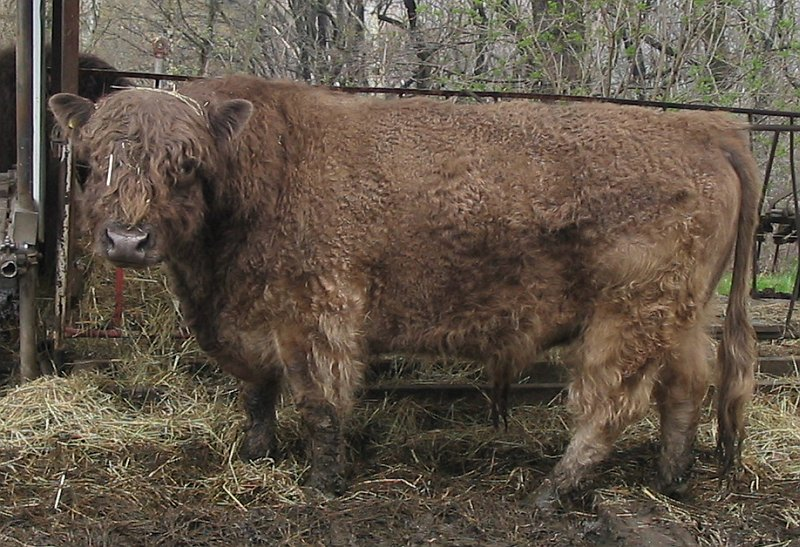
Žlutohnědý (dun) galloway: býk
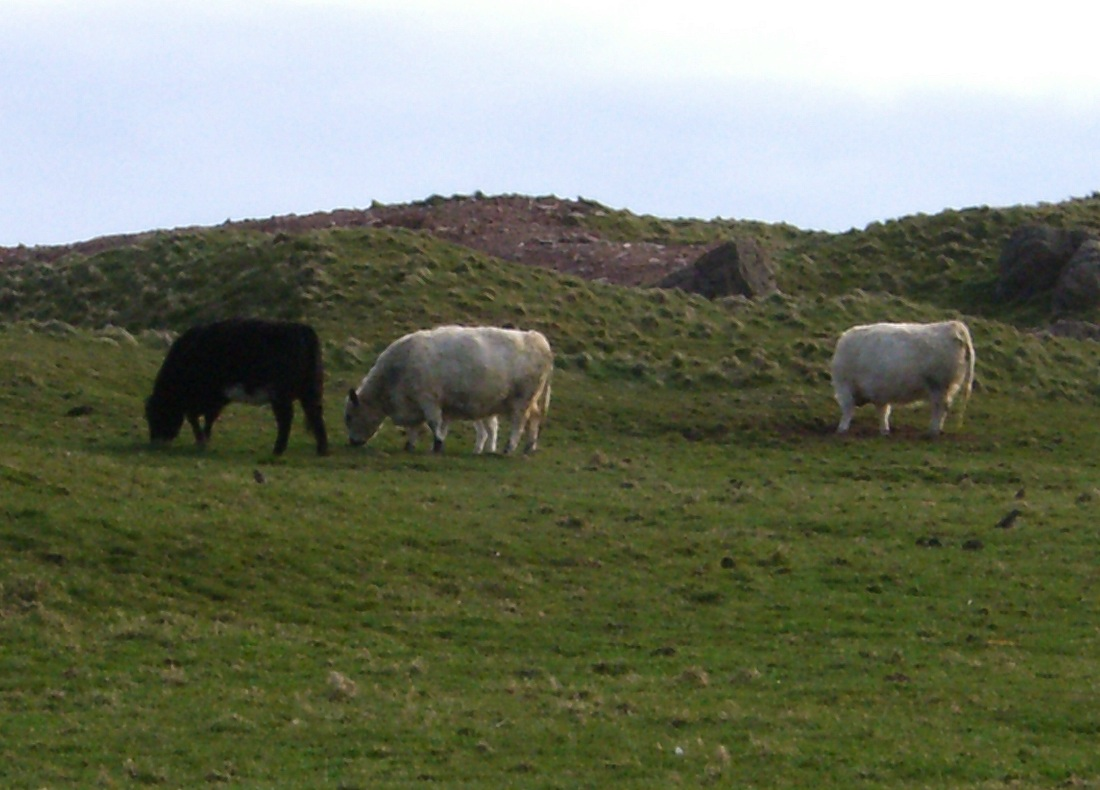
Volně se pasoucí gallowayský skot
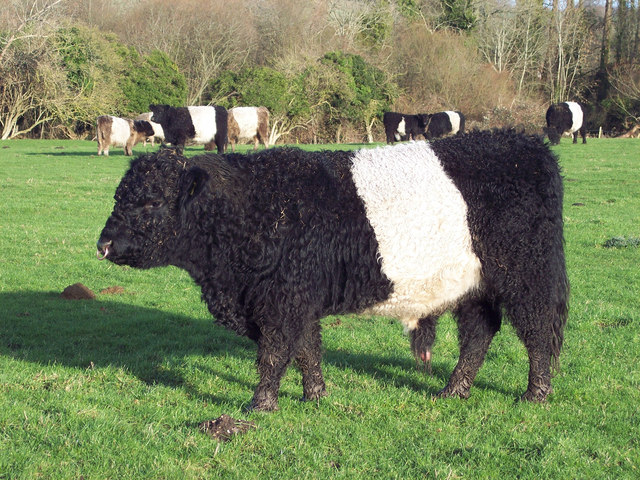
Sedlatý galloway, belted galloway